# آر ارابه‌ران
آر ارابه‌ران یک ستاره است که در صورت فلکی ارابه‌ران قرار دارد.